# Champ volcanique de San Juan
Ne doit pas être confondu avec Volcán de San Juan.

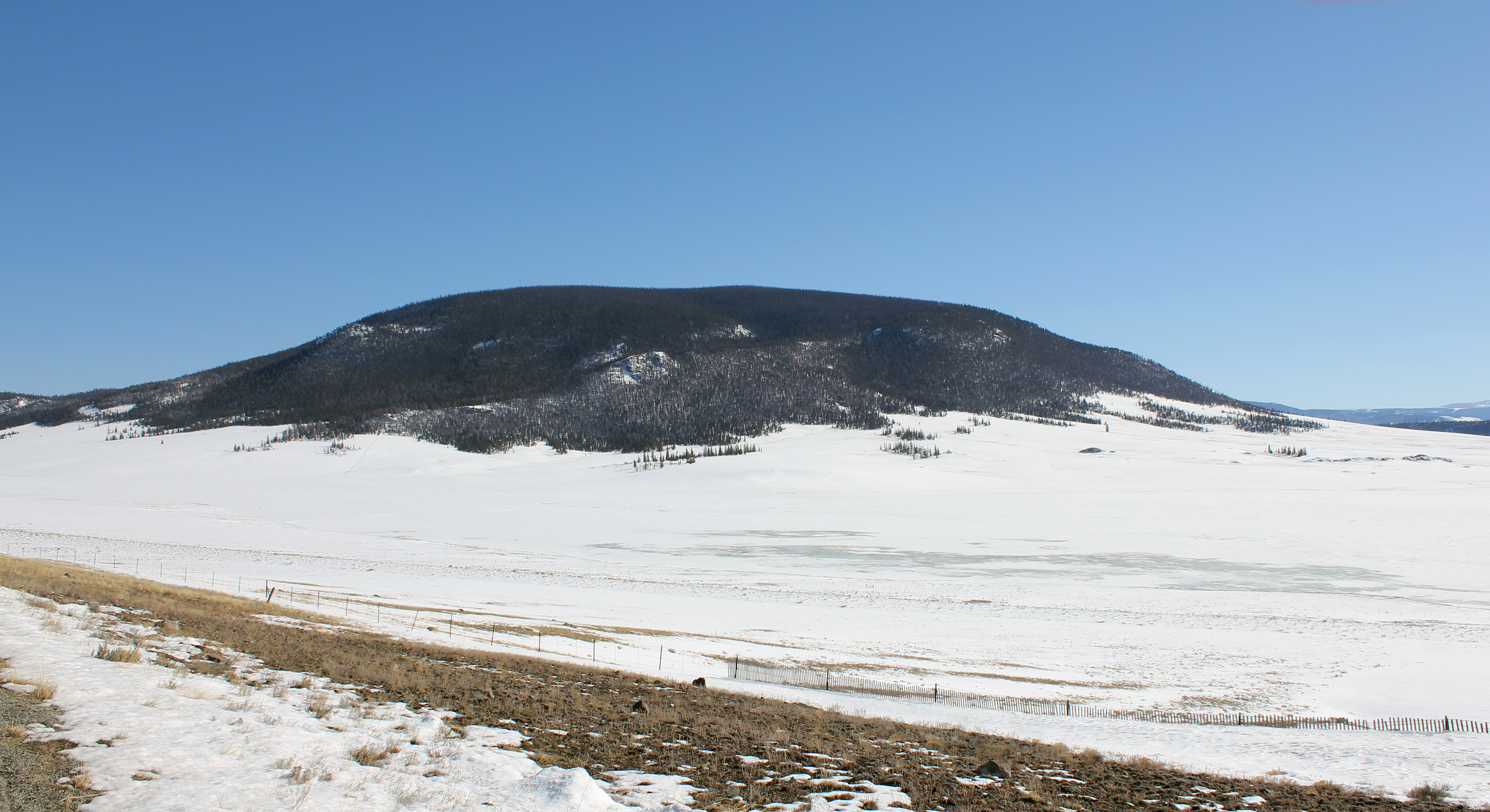
Photographie du dôme Cochetopa situé dans la caldeira du parc Cochetopa dans le comté de Saguache, au Colorado et mesure 3395m de haut.

Le champ volcanique de San Juan, en anglais San Juan volcanic field, est un champ volcanique des États-Unis situé dans le Sud-Ouest du Colorado. Il est composé de sept caldeiras dont la plus importante est celle de La Garita avec 75 kilomètres de longueur pour 35 kilomètres de largeur. Ces caldeiras ce sont formées au cours de deux phases volcaniques. La première à l'Oligocène est marquée par des brèches, des tufs et des laves et correspondrait à une subduction tandis que la seconde, au Miocène et au Pliocène et marquée par des laves basaltiques, serait en relation avec la fonte partielle de la croûte lithosphérique dont le magma serait parvenu en surface.

## Référence
- (en) Cet article est partiellement ou en totalité issu de l’article de Wikipédia en anglais intitulé « San Juan volcanic field » (voir la liste des auteurs).